# بارا (أسطورة)
بارا (بالإنجليزية: Para)‏ أرواح منزلية فنلندية قديمة تظهر على شكل هرة أو أفعى أو أرنب أو ضفدع. وهم يزيدون كمية الطعام والمال بما يسرقونه من مكان آخر.